# جيفري إف. همبرغر
جيفري إف. همبرغر (بالإنجليزية: Jeffrey F. Hamburger)‏ هو مؤرخ الفن ومؤرخ وأستاذ جامعي أمريكي، ولد في 9 فبراير 1957 في لندن في المملكة المتحدة.